# Вац, Григорий Степанович
Григо́рий Степа́нович Вац, также Джордж Уо́ттс (англ. George Watts; 26 января 1932, Виннипег — 30 июня 2020, Москва) — советский переводчик-синхронист, диктор и журналист.
Был голосом множества документальных фильмов, синхронно переводил в эфирах первых лиц СССР, а затем и России: Хрущёва и Брежнева, Медведева и Путина. В 2000-х годах стал голосом телеканала RT.

## Биография
Родился 26 января 1932 года в Виннипеге в семье выходцев из Российской империи.
Отец — Степан Денисович Вац, родился 28 сентября 1901 года в селе Смидин на Западной Украине, с 18 лет служил добровольцем в 1-й конармии Будённого, был ранен в Сивашской битве в Крыму, по окончании Гражданской войны вернулся в родные места. К этому времени был подписан Рижский мирный договор, и село отошло к Польше. Мать — Евдокия Максимовна Панасюк, до конца жизни оставалась неграмотной. Поженившись в 1927 году, в 1929 семейная пара эмигрировала из Польши в Канаду, где вскоре родился их первый сын — Карл (Кирилл), а через два года и Джордж (Григорий). В годы Великой депрессии семья получила неосвоенный участок земли от государства и переехала на север провинции Манитоба.
В 1939 году, с началом Второй мировой войны и развитием оборонной промышленности в Канаде, семейство перебралось в город Гамильтон, провинция Онтарио, где оба брата учились в школе Westdale Secondary School. По окончании войны на семейном совете было принято решение эмигрировать в СССР, что и было осуществлено в марте 1952 года. После запрета на проживание в Киеве семья поселилась в Ворошиловграде.
В Ворошиловграде братья работали и одновременно учились в вечерней школе, изучали новый для них русский язык. Через некоторое время они поступили в Ленинградский институт иностранных языков, затем перевелись в Московский педагогический институт иностранных языков им. Мориса Тореза (ныне Московский государственный лингвистический университет), который они и окончили.
Затем в течение многих лет Григорий Вац перевёл с русского на английский сотни документальных и художественных фильмов, а также несколько книг. Синхронно переводил речи Никиты Хрущёва и Леонида Брежнева на съездах КПСС, а также пресс-конференции Дмитрия Медведева и Владимира Путина.
Принимал участие в фильмах: «Анна Каренина» (1967), «Mister Пронька» (1991), «Белка и Стрелка. Звёздные собаки» (2010).
В последние годы работал в компании Russia Today.
В 2011 году был награждён орденом Дружбы.
Умер в Москве 30 июня 2020 года.